# Tomasz Lisowicz
Tomasz Lisowicz   (Kalisz, 23 de febrer de 1977 - Kalisz, 8 d'agost de 2024) va ser un ciclista polonès, que fou professional del 2000 al 2013. Del seu palmarès destaca el campionat nacional en contrarellotge de 2003.

## Palmarès
- 2002
  - 1r a la Copa dels Carpats
- 2003
  -  Campionat de Polònia en contrarellotge
- 2006
  - 1r al Szlakiem walk Major Hubal
- 2007
  - 1r al Memorial Andrzej Trochanowski
  - 1r al Gran Premi Jasnej Góry